# 刺客聯盟 (DC漫畫)
刺客聯盟（英語：League of Assassins），有時又稱作影武者聯盟（英語：League of Shadows）、影子公會（英語：Society of Shadows），是登場於DC漫畫的一個虛構組織，該組織自成立以來即從事刺殺、恐怖攻擊等犯罪行動，在聯盟的首領拉斯·奧·古的帶領下，認為高譚市是必須要清除掉的人類罪惡象徵，於是成了和決意要守護高譚市的蝙蝠俠所對抗的邪惡勢力之一。

## 出版經歷
刺客聯盟初次登場於《Strange Adventures》 #215（1968年11-12月），由Denny O'Neil和Neal Adams所創作。

## 虛構歷史
刺客聯盟是DC漫畫世界觀中的反派組織，與其他反派組織不同，主要以訓練刺客與武士和接受暗殺生意為主，早期是設定為一個類似忍者訓練營的所在地，現在則是走偏向亞洲風格的格鬥流派訓練處。

## 成員
- 忍者大師：刺客聯盟的領袖，又稱「惡魔之首」，已經活了數百年，每次死去均是以「再生池」重獲新生，瞄準了蝙蝠俠作為他的繼承者。
- 塔莉亞·奧·古：忍者大師的女兒，曾與蝙蝠俠有過一段情。
- 妮莎·蘭科（英语：Nyssa Raatko）：忍者大師的次女，塔莉亞同父異母的妹妹。
- 埃布尼澤·戴克（Ebeneezer Darrk）：又稱「戴克教授」，原是忍者大師最初選擇的聯盟領導者，但他由於體力和武術均不精，反而擅長用歪門邪道來達成任務。
- 先生（英语：Sensei (DC Comics)）：來自香港的年長武術高手，戴克的副手，但他和戴克一樣殘酷不忠。
- Doctor Moon
- 西瓦女士：刺客聯盟最強的刺客，DC漫畫世界觀中最強的武術高手。
- 大衛·該隱：刺客聯盟的忠實成員與高階刺客，一心想替聯盟培養出最強的刺客。
- 卡珊德拉·該隱：大衛·該隱與西瓦女士的女兒，年幼時即接受過父親嚴格的訓練而有了超越母親的能力，但初次奉命殺人時感受到對方的臨死前的恐懼而因此害怕逃走，之後曾成為蝙蝠女孩。
- 喪鐘

## 其他媒體

### 動畫
- 《蝙蝠俠：動畫系列》：以影子公會的名稱登場。
- 《Beware the Batman》[1]
- 《未來蝙蝠俠》：以刺客公會的名稱登場。
- 《蝙蝠俠智勇悍將》
- 《少年正義聯盟》

### 電視劇
- 綠箭宇宙：主線劇情出現於《綠箭俠》第三季。該劇部分角色的能力也是來自刺客聯盟，如莎拉·蘭斯（英语：Sara Lance）、達米爾·達克（英语：Damien Darhk）。
  - 《綠箭俠》
  - 《明日傳奇》

- 《高譚》：於第三季登場[2]。

### 電影
- 《蝙蝠俠：開戰時刻》：以影武者聯盟之名登場。
- 《黑暗騎士：黎明昇起》
- 《蝙蝠俠之子》：動畫電影。

### 電子遊戲
- 《蝙蝠俠：阿卡漢城市》
- 《蝙蝠俠：阿卡漢騎士》：登場於DLC「Shadow War」。